# ويس شيريدان
ويس شيريدان هو سياسي كندي، ولد في 1953 في كندا. حزبياً، نشط في الحزب الليبرالي في جزيرة الأمير إدوارد ‏.